# Marquesado de Canero
El marquesado de Canero es un título nobiliario español creado por el rey Juan Carlos I el 11 de julio de 2008 a favor de Margarita Salas Falgueras, bioquímica, doctora en Ciencias y bióloga molecular.

## Denominación
Su nombre se refiere a la parroquia de Canero, en el concejo de Valdés, en el principado de Asturias, lugar de nacimiento de la i marquesa.

## Carta de otorgamiento
«La valiosa entrega de doña Margarita Salas Falgueras a la investigación científica sobre biología molecular, realizada de forma intensa y rigurosa a lo largo de toda su vida profesional, merece ser reconocida de manera especial, por lo que, queriendo demostrarle mi Real aprecio,
Vengo en otorgarle el título de Marquesa de Canero, para sí y sus sucesores, de acuerdo con la legislación nobiliaria española.
Dado en Madrid, el 11 de julio de 2008.
Juan Carlos R.»

## Armas
De merced nueva.

## Marqueses de Canero
|                            | Titular                    | Periodo                    |                            |
| Creación por Juan Carlos I | Creación por Juan Carlos I | Creación por Juan Carlos I | Creación por Juan Carlos I |
| -------------------------- | -------------------------- | -------------------------- | -------------------------- |
| I                          | Margarita Salas Falgueras  | 2008-2019                  |                            |
| II                         | Lucía Viñuela Salas        | 2020-actual titular        |                            |

## Historia de los marqueses de Canero
- Margarita Salas Falgueras (Canero, 30 de noviembre de 1938-Madrid, 7 de noviembre de 2019), I marquesa de Canero, bioquímica, doctora en Ciencias y bióloga molecular.

Casó con Eladio Viñuela. Le sucedió su hija:
- Lucía Viñuela Salas, II marquesa de Canero.[3]